# 任摶九

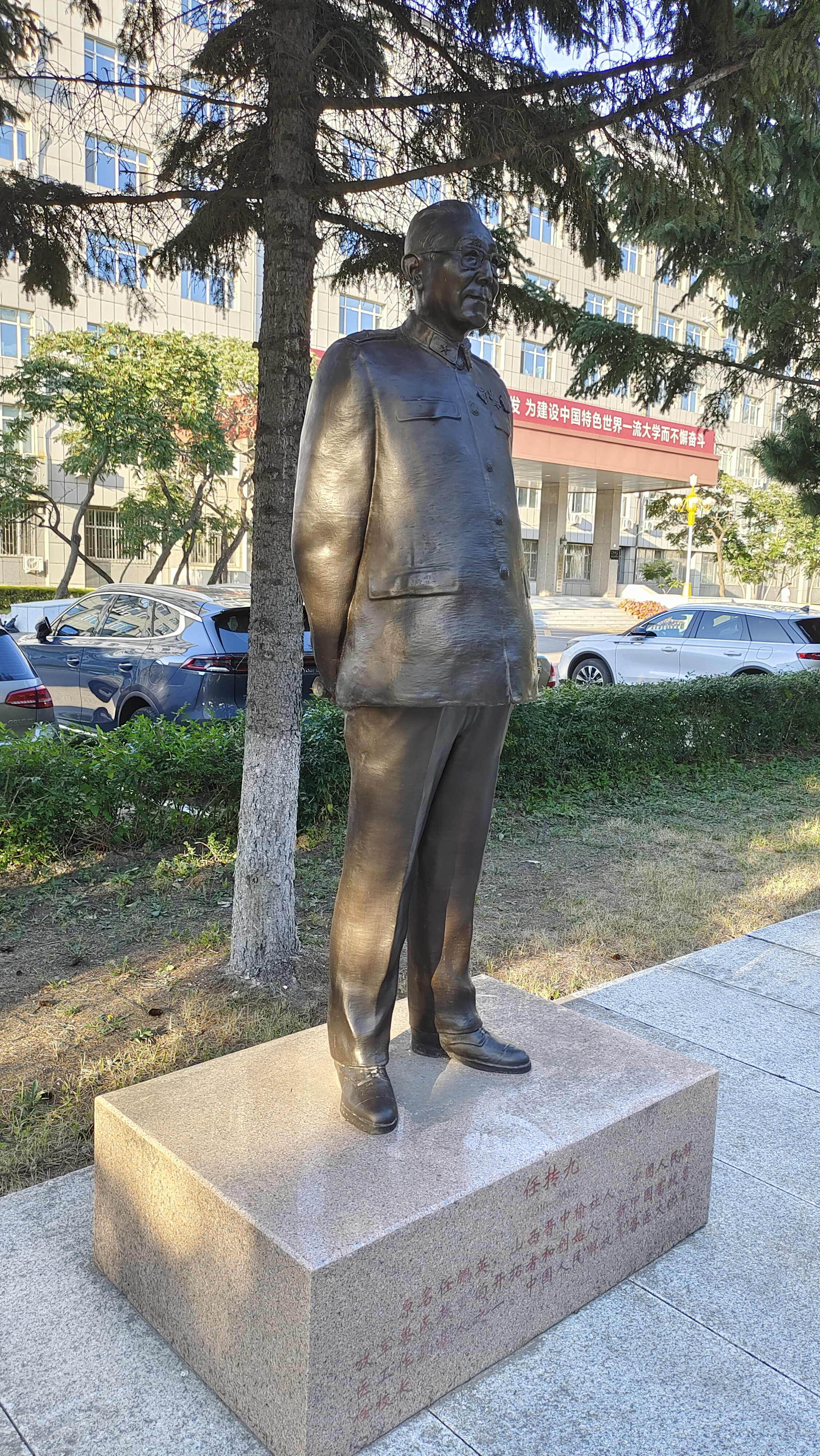
任摶九塑像，位於吉林大學和平校區。

任摶九（1910年11月—2002年12月），原名鵬英，山西榆社人，中國醫學家，從事畜牧兽医工作，為中国人民解放军兽医勤务专家及兽医工作创始人。曾任中国人民解放军兽医大学首任校长。中國共產黨黨員。

## 生平
1910年生于山西榆社。1953年1月，任军委兽医局副局长兼解放军兽医大学校长，軍職為正师级。后任兽医大学正军职顾问。曾兼任中国畜牧兽医学会第三、四届副理事长。曾获二级独立自由勋章、二级解放勋章。2002年12月，在吉林省长春市逝世，享年92岁。